# Dolmen de l’Etiau
Der Dolmen de l’Etiau (auch „Dolmen de Bourg Dion“ genannt) liegt südlich der Loire und der D55 (Straße), nordöstlich von Coutures im Département Maine-et-Loire (49) in Frankreich. Dolmen ist in Frankreich der Oberbegriff für Megalithanlagen aller Art (siehe: Französische Nomenklatur).

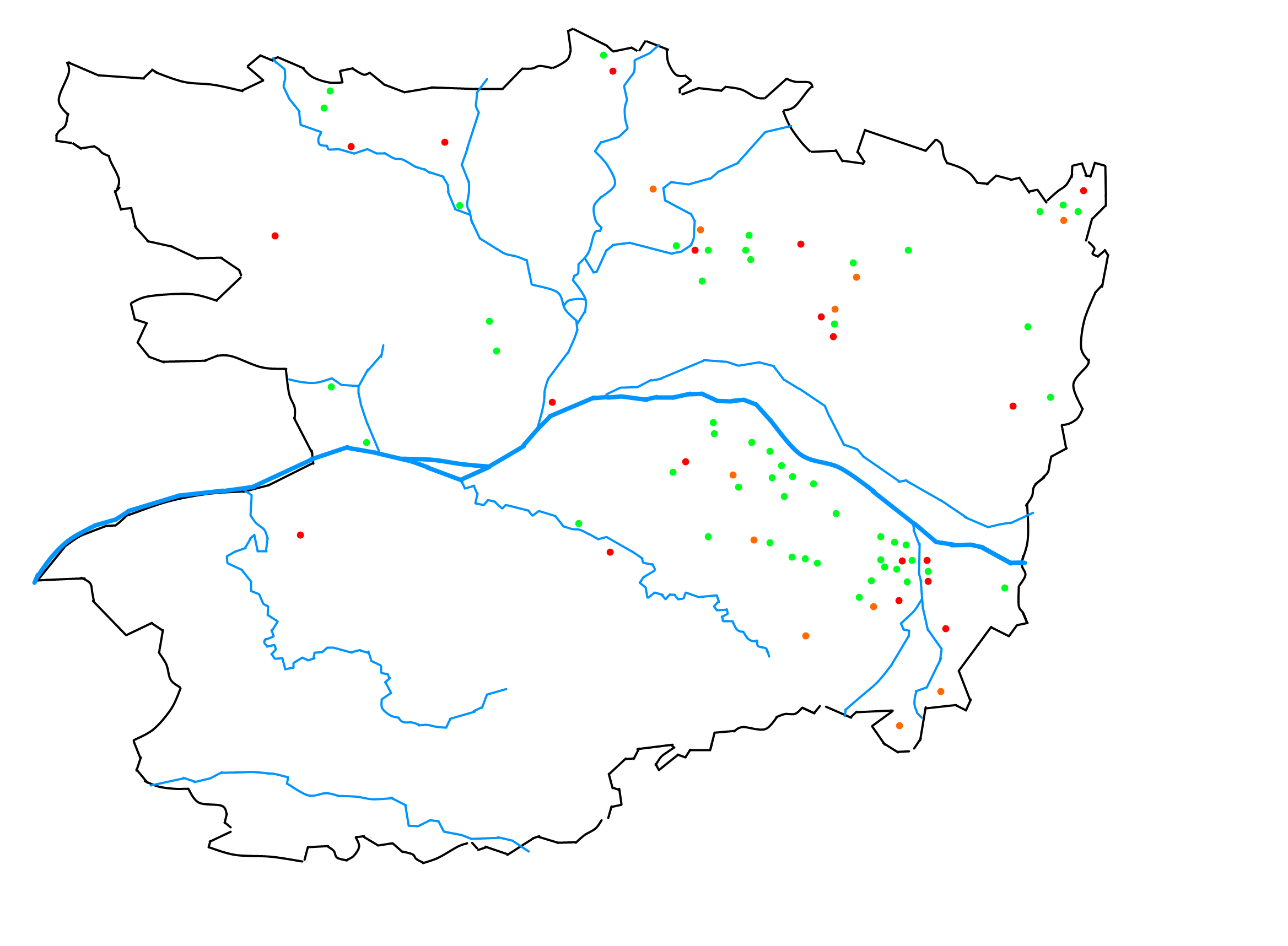
Verbreitungskarte von Dolmen in Maine-et-Loire – grün sind erhaltene Anlagen

## Beschreibung

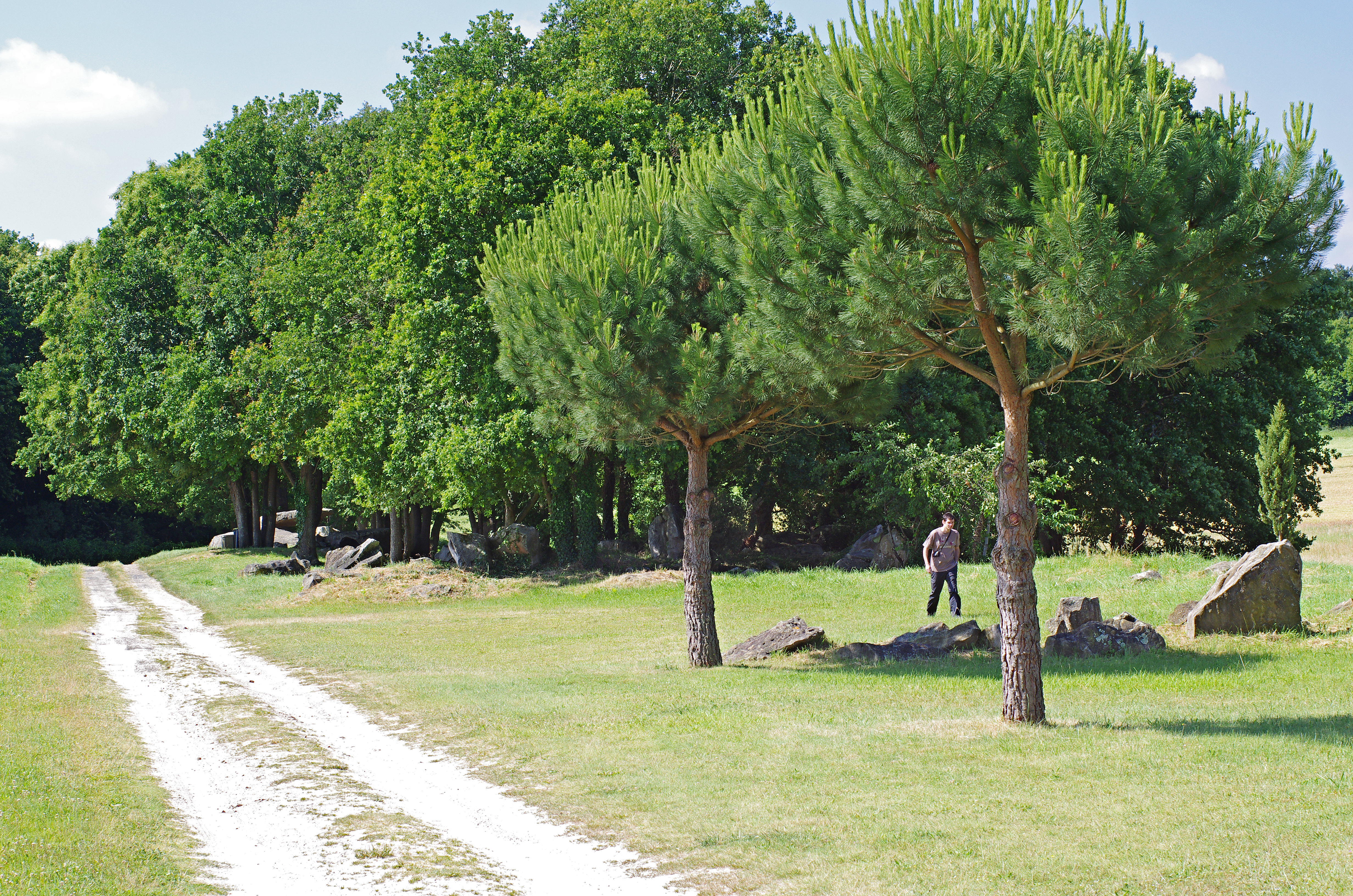
Menhire nördlich des Dolmens

In einem „Les Rochers“ genannten Gebiet, westlich des Weilers Etiau, das reich an natürlichen Felsaufschlüssen ist, liegt die kleine Anlage vom Typ Dolmen angevin. Es scheint, dass der Deckstein auf einer aus natürlichen Tragsteinen entstandenen Kammer von etwa 4,0 × 2,0 m positioniert worden ist. Aber es gibt Elemente die hinzugefügt wurden, wie der Eingangsbereich mit zwei Platten und der Endstein. 
In der Kammer und auf Steinen in der Nähe, gibt viele Wetzrillen, die zum Schleifen von Klingen verwendet wurden.
Drei kleine Menhire befindet sich 200 Meter nördlich des Etiau Dolmens. Einige sind mit Spiralen und Schlangenlinien graviert.